# Janjevci
Janjevci – chorwaccy mieszkańcy Kosowa, żyjący w mieście Janjevo i okolicznych wsiach w pobliżu Prištiny oraz w wioskach skupionych wokół Vitiny (Letnica, Papare, Vrmez, Vrnavo Kolo).

## Populacja
Według spisu z roku 2002, w Chorwacji żyje 966 rodzin Janjevci, głównie wokół stołecznego Zagrzebia (669 rodzin). Przed rokiem 1991 w Kosowie żyło 8 062 Janjevci, w 1998 już tylko 1 300. Po wojnie w Kosowie pozostało około 350 osób, głównie w podeszłym wieku lub biedni, którzy nie byli w stanie wyemigrować, reszta wyemigrowała do Chorwacji.
W chwili obecnej (2007) w Janjevo żyje tylko 320 Chorwatów, większość powoli wyprowadza się jednak do Chorwacji, a ich domy wykupują Albańczycy i Romowie. W Vitinie pozostało obecnie 60 Chorwatów.

## Historia
Janjevci wywodzą się od osadników, którzy przybyli do Kosowa w XIV wieku z terenów otaczających miasto Dubrownik, obecnie leżące w Chorwacji. Od sąsiednich ludów odróżniają się wyznawaniem katolicyzmu. Po raz pierwszy Janjevci są wspominani przez dokument papieża Benedykta XII z 1303, który wymienia Janjevo jako centrum katolickiej gminy.
Od lat 50. Janjevci emigrowali do Chorwacji, głównie do Zagrzebia. W początkach i na końcu lat 90. XX wieku miały miejsce dwie fale masowej emigracji do Chorwacji. Część Chorwatów, którzy opuścili Kosowo zasiedliła w Chorwacji puste serbskie domy we wsiach Voćin, Đulovac i Varešnica w zachodniej Slawonii.